# Maciej Bojanowski
Maciej Bojanowski (ur. 20 maja 1996 w Białymstoku) – polski koszykarz, występujący na pozycji niskiego skrzydłowego, obecnie zawodnik Anwilu Włocławek.
3 lipca 2018 został zawodnikiem Miasta Szkła Krosno.
W lipcu 2019 dołączył do Polpharmy Starogard Gdański.
W sierpniu 2020 zawarł umowę z Górnikiem Wałbrzych. 16 czerwca 2021 podpisał kontrakt z Anwilem Włocławek.

## Osiągnięcia
Stan na 10 czerwca 2023, na podstawie, o ile nie zaznaczono inaczej.

### Drużynowe
- Mistrz FIBA Europe Cup (2023)[7][8]
- Brązowy medalista mistrzostw Polski (2022)[9]
- Zdobywca Superpucharu Polski (2016)[10]
- Uczestnik rozgrywek Ligi Mistrzów (2016/17)
- Wicemistrz I ligi (2021)[11]

### Reprezentacja
- Uczestnik mistrzostw Europy:
  - U–20 (2015 – 14. miejsce)
  - U–20 dywizji B (2016 – 6. miejsce)
  - U–18 (2014 – 16. miejsce)